# Michael Glöckner
Pour les articles homonymes, voir Glockner.
Michael Glöckner (né le 27 mai 1969 à Ehingen (Donau) dans le Bade-Wurtemberg) est un coureur cycliste allemand. Spécialiste de la poursuite individuelle et par équipes, il a été champion olympique de la poursuite par équipes lors des Jeux de 1992 et champion du monde amateurs de cette discipline en 1991 avec Jens Lehmann, Andreas Walzer, Stefan Steinweg.

## Palmarès sur piste

### Jeux olympiques
- Barcelone 1992
  -  Champion olympique de la poursuite par équipes (avec Jens Lehmann, Andreas Walzer, Stefan Steinweg)

### Championnats du monde
- Maebashi 1990
  -  Médaillé d'argent de la poursuite par équipes amateurs
- Stuttgart 1991
  -  Champion du monde de poursuite par équipes amateurs (avec Jens Lehmann, Andreas Walzer, Stefan Steinweg)
  -  Médaillé d'argent de la poursuite amateurs

### Championnats d'Allemagne
- 1989
  -  Champion d'Allemagne de poursuite par équipes amateurs (avec Volker Kirn, Reinhard Alber et Gerd Dörich)
- 1990
  -  Champion d'Allemagne de poursuite amateurs
  -  Champion d'Allemagne de poursuite par équipes amateurs (avec Uwe Messerschmidt, Andreas Walzer et Cedrik Güthe)
- 1991
  -  Champion d'Allemagne de poursuite par équipes amateurs (avec Uwe Messerschmidt, Andreas Walzer et Cedrik Güthe)

## Palmarès sur route
- 1990
  - Prologue a du Tour de Basse-Saxe
- 1991
  - Prologue a et 6ea (contre-la-montre par équipes) étape du Tour de Basse-Saxe
  - 3e du Tour de Turquie